# 로런 저먼
로런 저먼(Lauren German, 1978년 11월 29일 ~ )은 미국의 배우이다.

## 출연 작품

### 영화
- 다운 투 유 (2000)
- 워크 투 리멤버 (2002)
- 텍사스 전기톱 연쇄살인사건 (2003)
- 호스텔 2 (2007)
- 디바이드 (2011)

### 텔레비전
- 섹스, 러브 & 시크릿 (2005) - 로즈 역
- 해피 타운 (2010) - 헨리 분 / 클로이 역
- 하와이 파이브-0 (2011-12) - 로렌 로리 웨스턴 역
- 시카고 파이어 (2012-15) - 레슬리 셰이 역
- 루시퍼 (2016-) - 클로이 데커 역